# Nims
Pour les articles homonymes, voir Nim, Nims.
La Nims est une rivière allemande de 61 km de long qui coule dans le land de Rhénanie-Palatinat. Elle est un affluent de la Prüm et donc un sous-affluent du Rhin.